# ロンドン地下鉄A60・A62形電車
ロンドン地下鉄A60電車 (London Underground A60 Stock) は1960年に登場したロンドン地下鉄の通勤型電車。ロンドン地下鉄の2種類ある車両サイズのうち、大断面車両群 (Sub-surface) に属する。形式名の「A」は本形式の導入目的であるアマーシャム駅までの電化を指す。
本項では本形式のあとに製造されたほぼ同一形態・用途のロンドン地下鉄A62形電車についても記述する。

## 概要
ロンドン交通局が戦前の1935年に発表した新事業計画では、メトロポリタン線のリックマンズワース以北の電化が実施され、それに合わせて新型車両も用意される予定だった。しかしながらその後第二次世界大戦が勃発し、終戦後も予算不足で計画は大幅に遅れた。その後1946年にメトロポリタン鉄道の旧型車2両の台枠を活用した試作車が製造され、試験結果を反映して量産化されることとなり、1960年のアマーシャムまでの電化区間延伸用としてシェフィールドのクラヴェンス社で量産車としてA60形が製造されることとなった。
A62形はアクスブリッジ支線の電化用として登場した増備車である。両形式の違いは前面方向幕の縁取りの有無や、レシプロ式空気圧縮機（A60形はウェスチングハウス製DHC 5A形だったが、A62形ではリーヴェル製TBC 38Z形に変更された）のメーカーの変更などにとどまり、1903年に製造された初代A形電車と識別する場合以外は単にA形電車と一括された。
A60・A62形はメトロポリタン線とイーストロンドン線で使用されたが、イーストロンドン線用は2007年の同線のロンドン・オーバーグラウンドへの転換に伴う閉鎖によりメトロポリタン線に転用され、メトロポリタン線用についても2010年から2012年にかけてS形電車に置き換えられた。本文中の車両形式の略号はロンドン地下鉄の車両形式および車両番号の付与方法を参照のこと。

## 外観
本形式に先立つR59形と同様無塗装アルミ合金製の車体を採用したが、車体断面に大きな変化がみられる。すなわち在来車の特徴的な裾広がりや側窓上部のひさしが廃止され、側窓から上が内側に折れ曲がった車体に変化した。車体長は16.167m、全幅は2,921mm（9f7in）で、全幅はロンドン地下鉄で最大である。先頭車と中間車で側面のドア配置が異なり、中間車は一般的な両開き3扉であるのに対し、先頭車は両開き2扉+車端部片開き1扉と変則的な組み合わせである。ワンマン運転開始以前はDM車の車端部扉は車掌用だった。

## 車内設備

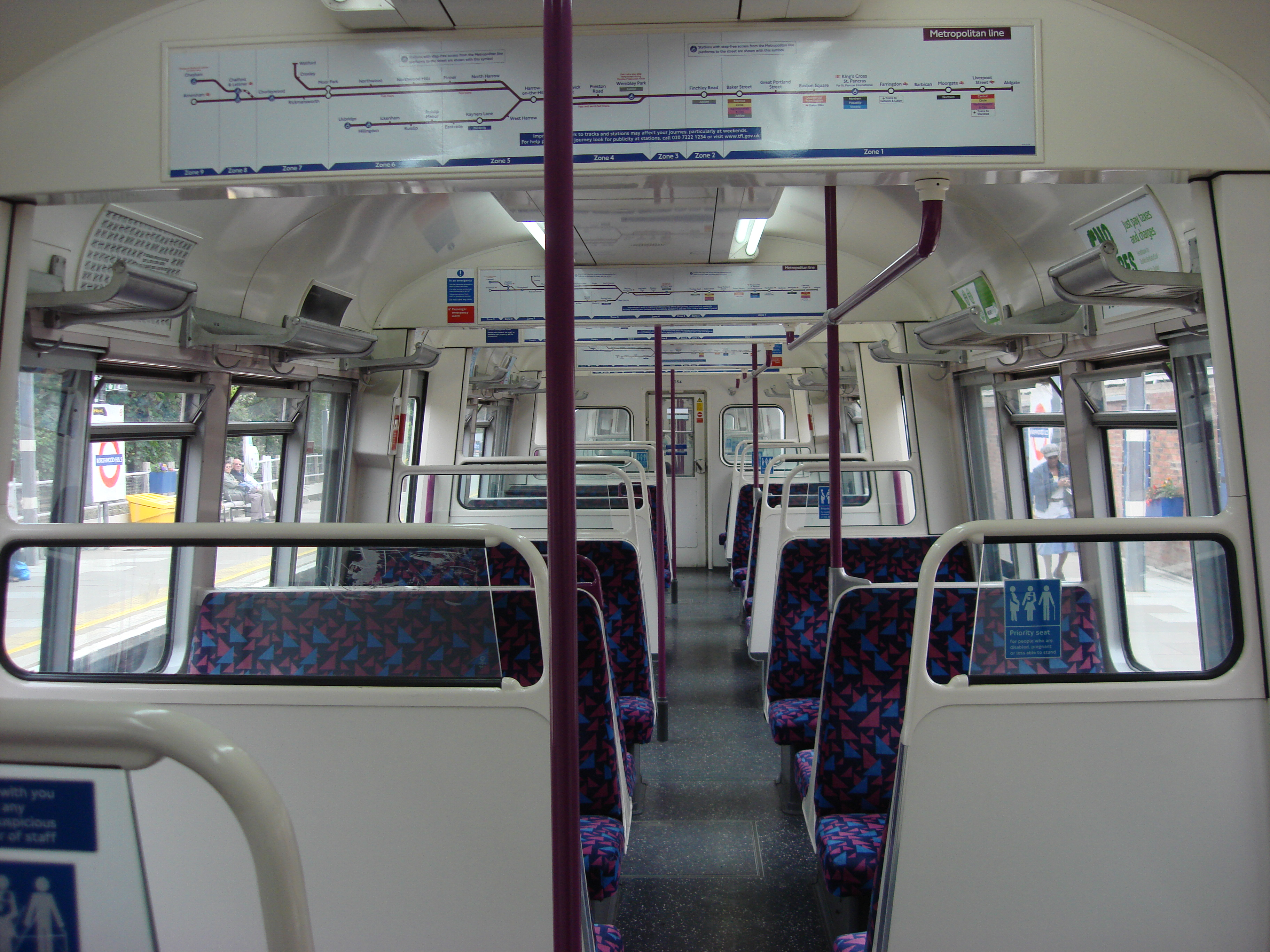
メトロポリタン線用A60形電車の車内 2007年撮影

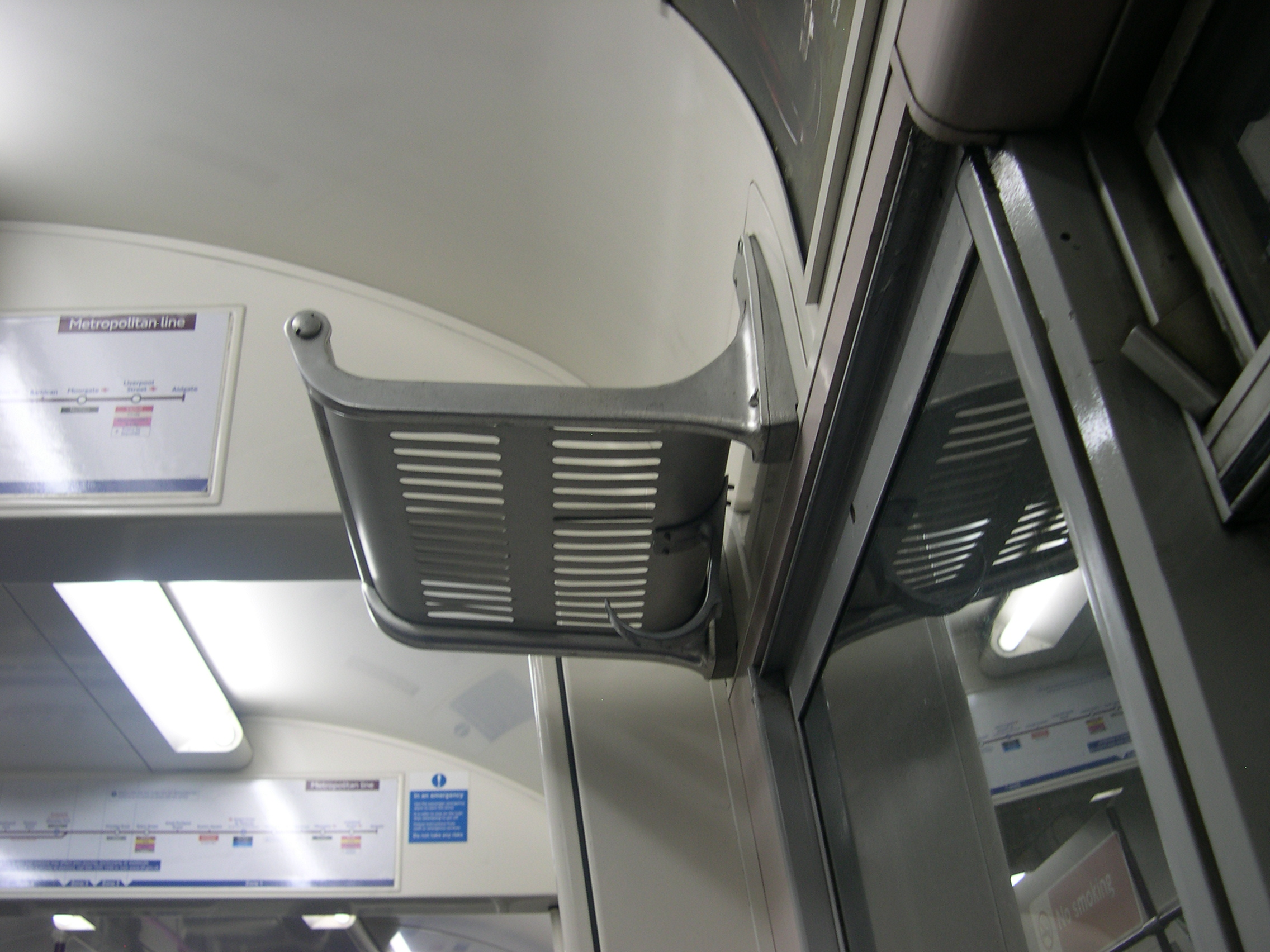
A60形電車の荷棚と傘掛け

メトロポリタン線は全長67kmにも及び、長いものでは1時間超の乗車が想定され、着席を重視して1区画6人と4人のボックスシートを採用している。2編成連結での座席定員は448人で、側扉面積の拡大もあって本形式の置き換え対象となったT形より減少した。長距離利用客のため、荷棚と傘掛けが設けられているが、これはロンドン地下鉄では唯一の採用例である。なお、自動放送装置は装備されておらず、廃車まで設置されることはなかった。

## 機器
台車は板枠式一体溶接型を採用し、車輪径は762mmである。主電動機はGEC製LT114型誘導電動機、主制御器は電空カム軸制御方式で、協同電気産業が担当した。運転台機器はツーハンドル方式で、ロンドン地下鉄では最後の採用例となった。これ以降の車両は全てワンハンドルである。

## 編成
DM 5000 - 5123、5124-5231
制御電動車。偶数車は'A'DM、奇数車は'D'DMと区別される。
T 6000 - 6123、6124 - 6231
付随車。

## 運用
A60形は1961年6月12日に5004F・5008Fを皮切りに営業運転を開始し、メトロポリタン線アルドゲイト駅～チェシャム駅間で8両編成（4両編成を2本連結）、チェシャム - チャルフォント&ラティマー間の区間運用で4両編成1本として使用された。
当初は最高時速112km/h(70mph)運転が実施され、四線軌条方式では世界最速だった。
イーストロンドン線では1977年に初めて運用に入り、1985年にワンマン運転対応工事のため一時的に撤退、D78形に代替されたが、工事完了を待って1987年に再び運用に戻り、同線のロンドン・オーバーグラウンド転換を控えた2007年まで4両で運行された。2010年の転換開業にあたってはボンバルディア・トランスポーテーション製の378形が導入されている。

## 更新工事
1994年～97年にかけてアドトランツ（現アルストム）のダービー工場で更新工事が実施された。主な更新内容は以下の通りである。
- 座席モケットの張替え
- 内壁の交換
- 車端部の窓の追加
- ロンドン地下鉄標準の青・白・赤の3色に塗装。先頭部は赤く塗られているが、一部の先頭車はワンマン運転の設備が装備されなかったため営業線で先頭に出ることが無く、側面と同じ青・白に塗装されている。
- 機器老朽化による信頼性低下のため最高時速が80km/h(50mph)に制限。しかしこれでもロンドン地下鉄では最速であった。

## 廃車
1984（昭和59）年12月のキルバーン駅での衝突事故により5116号車が損傷、1987（昭和62）年に廃車となり、本系列で初の廃車となった。
続いて1986（昭和61）年にはまたもやニースデン基地内で5121号が衝突事故を起こし、1994（平成6）年に5218号車とともに廃車された。これら3両の早期廃車にあたっては他の現役の3両で代替されることとなり、5036→5116、5209→5121、5208→5218（それぞれ2代目）に改番され、廃車車両の編成に組み込まれた。 
本系列は1983（昭和58）年のR形の全廃以降大断面線区で、また2000（平成12）年に小断面線区用の1959形が全廃された以降はロンドン地下鉄全線で最古参形式となった。また更新工事が実施されたとはいえ2011（平成23）年には新造後半世紀を迎え老朽化が進み、補修部品の確保も困難となっていた。そのため2010（平成22）年7月31日からは新型のS形が導入され、本系列をはじめとする大断面線区の全車両を代替することとなった。同年には本格的な置き換えが始まり、 10月9日の5197F・5173Fが廃車第一号となった。
2012（平成24）年には廃車発生品の網棚がロンドン交通博物館経由で販売された。同年9月26日には営業用として最後まで残った5034F+5062Fの2編成8両が運用離脱し、29日の交通博物館企画によるさよなら運転ツアーが旧メトロポリタン鉄道の全線で実施され、ムーアゲートを出発したのち、ワトフォード、アマーシャム、アルドゲイト、アックスブリッジ、チェシャムを経由し、ウェンブリー・パークに到着、このツアーを最後に事業用に改造された1本を除き全廃となった。
営業運転終了後もA62形の5234F（5234-6234-6235-5235）が砂撒き用として残存したが、これも2017（平成29）年12月をもって使用中止となり、翌2018（平成30）年5月24日にニースデン基地からイーリング・コモン基地へ廃車回送され、7月17・18日に解体のため搬出された。これをもって完全にロンドン地下鉄から姿を消すこととなった。
1961（昭和36）年の登場以来2012（平成24）年まで51年の長きにわたり営業運行を続け、その後事業用車としてさらに5年、2018（平成30）年まで使用された本形式は、1896（明治29）年の開業以来1977（昭和52）年の全線大規模改修工事まで81年間活躍したグラスゴー地下鉄の初代車両や、1940（昭和15）年までに製造され1988（昭和63）年にワイト島に移籍、2021（令和3）年まで81～82年にわたり運用に就いた元ロンドン地下鉄1938年式電車には及ばないものの、イギリス屈指の長寿電車となった。

## 保存
5034号車（2代目、元5008号車）がロンドン交通博物館の手によって静態保存され、アクトン車両基地で保管されているが、通常は非公開となっている。
同車は5004Fとともに形式中最初に営業運転に投入された5008Fの1両で、2012年のさよなら運転にも充当され、営業用としては最後まで残存し、結果としてA60型の最初から最後までのすべてを知る1両となった。